# هرغلان (كوهستان)
هرغلان (بالفارسية: هرگلان) هي قرية تقع في إيران في أذربيجان الشرقية. يقدر عدد سكانها بـ 3,494 نسمة .